# Championnat de Trinité-et-Tobago de football 2006
Navigation
Saison précédente Saison suivante
La saison 2006 du Championnat de Trinité-et-Tobago de football est la trente-troisième édition de la première division à Trinité-et-Tobago et la huitième sous le nom de Professional League. Les dix formations de l'élite sont réunies au sein d'une poule unique où elles s'affrontent trois fois au cours de la saison. Ensuite, les six premiers jouent une nouvelle fois entre eux pour déterminer le vainqueur du championnat.
C'est le club de Joe Public FC qui remporte la compétition cette saison après avoir terminé en tête du classement final, devançant le tenant du titre, W Connection FC grâce à une meilleure différence de buts, les deux équipes ayant terminé à égalité de points. Caledonia AIA complète le podium, à trois points du duo de tête. C’est le tout premier titre de champion de Trinité-et-Tobago de l'histoire du club.
En plus de Joe Public FC, qui fait son retour parmi l’élite de manière éclatante, deux autres formations participent au championnat : San Fernando Starworld Strikers, nouveau nom de l’ancienne franchise Southwest Starworld Strikers et les Superstar Rangers, fondé en début d'année 2006.

## Qualifications continentales
Les deux premiers de la Professional League obtiennent leur qualification pour la CFU Club Championship, la coupe des clubs champions de la région Caraïbes.

## Les clubs participants
| - W Connection FC - Defence Force FC - San Juan Jabloteh - Tobago United - North East Stars | - Joe Public FC - San Fernando Starworld Strikers - Superstars Rangers - Promu en Professional League - United Petrotrin - Caledonia AIA/Fire |

## Compétition
Le barème de points servant à établir le classement se décompose ainsi :
- Victoire : 3 points
- Match nul : 1 point
- Défaite : 0 point

### Première phase
| Rang | Équipe                          | Pts | J  | G  | N | P  | Bp | Bc | Diff |
| ---- | ------------------------------- | --- | -- | -- | - | -- | -- | -- | ---- |
| 1    | Joe Public FC                   | 59  | 27 | 17 | 8 | 2  | 51 | 14 | +37  |
| 2    | W Connection FCT                | 54  | 27 | 16 | 6 | 5  | 51 | 20 | +31  |
| 3    | San Juan Jabloteh               | 50  | 27 | 14 | 8 | 5  | 49 | 22 | +27  |
| 4    | North East Stars                | 46  | 27 | 15 | 1 | 11 | 46 | 44 | +2   |
| 5    | Caledonia AIA                   | 46  | 27 | 14 | 4 | 9  | 44 | 35 | +9   |
| 6    | Superstar RangersP              | 37  | 27 | 10 | 7 | 10 | 35 | 42 | -7   |
| 7    | Defence Force FC                | 32  | 27 | 9  | 5 | 13 | 33 | 39 | -6   |
| 8    | United Petrotrin                | 32  | 27 | 8  | 8 | 11 | 22 | 34 | -12  |
| 9    | San Fernando Starworld Strikers | 19  | 27 | 5  | 4 | 18 | 27 | 55 | -28  |
| 10   | Tobago United                   | 3   | 27 | 0  | 3 | 24 | 21 | 84 | -63  |

|  | Qualification pour la deuxième phase                                                                                  |
|  | T : Tenant du titre C : Vainqueur de la Coupe de Trinité-et-Tobago P : Club faisant ses débuts en Professional League |

### Deuxième phase
| Rang | Équipe             | Pts | J  | G  | N | P  | Bp | Bc | Diff |
| ---- | ------------------ | --- | -- | -- | - | -- | -- | -- | ---- |
| 1    | Joe Public FC      | 65  | 32 | 19 | 8 | 5  | 59 | 23 | +36  |
| 2    | W Connection FCT   | 65  | 32 | 19 | 8 | 5  | 59 | 24 | +35  |
| 3    | San Juan Jabloteh  | 62  | 32 | 18 | 8 | 6  | 57 | 24 | +33  |
| 4    | Caledonia AIA      | 53  | 32 | 16 | 5 | 11 | 51 | 44 | +7   |
| 5    | North East Stars   | 50  | 32 | 16 | 2 | 14 | 53 | 45 | +8   |
| 6    | Superstar RangersP | 42  | 32 | 12 | 6 | 14 | 41 | 50 | -9   |

|  | Qualification pour la CFU Club Championship 2007                                                                      |
|  | T : Tenant du titre C : Vainqueur de la Coupe de Trinité-et-Tobago P : Club faisant ses débuts en Professional League |

## Bilan de la saison
| Championnat de Trinité-et-Tobago de football 2006 |                           |
| Champion                                          | Joe Public FC (1er titre) |
| Coupes et trophées                                |                           |
| Vainqueur de la Coupe de Trinité-et-Tobago 2006   | WASA FC                   |
| Qualifications continentales                      |                           |
| CFU Club Championship 2007                        | Joe Public FC             |
| CFU Club Championship 2007                        | San Juan Jabloteh         |
| Promotions et relégations                         |                           |
| Promus en Professional League                     | Aucun                     |
| Relégués                                          | Aucun                     |